# موریس جاستروی

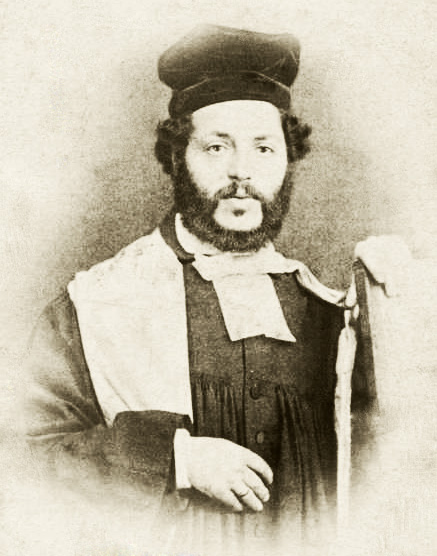

موریس جاستروی (به انگلیسی: Morris Jastrow, Jr) (متولد ۱۳ اوت ۱۸۶۱، مرگ ۲۲ ژوئن ۱۹۲۱) شرق‌شناس و کتابدار مرتبط آمریکایی لهستانی‌الاصل در دانشگاه پنسیلوانیا بود.
او در ورشو لهستان به دنیا آمد و در ۱۸۶۶ به همراه پدرش، مارکوس جاستروی به فیلادلفیا آمد. پدرش پژوهشگر مشهور تلمودی بود که به عنوان رَبی (مدرس دین یهود) در کنگره رودلف شالوم مقامی را تقبل کرد. او در مدارس فیلادلفیا درس حواند و از دانشگاه پنسیلوانیا در ۱۸۸۱ میلادی فارغ‌التحصیل شد. او علاقه داشت تا رَبی شود. بدین منظور، او در الهیات را در حوزه علمیه یهودشناسی در برسلو آلمان فراگرفت و زبان‌های سامی را در دانشگاه‌های آلمان آموخت. او به اروپا سفر کرد و در دانشگاه لایپزیگ تحصیل کرد و در ۱۸۸۴ از آنجا دکترا گرفت. سپس او یک سال دیگر برای آموختن زبان‌های سامی در دانشگاه سوربن وقت گذرانید.
او رئیس انجمن خاورشناسی آمریکا بین سال‌های ۱۹۱۴–۱۹۱۵ و انجمن ادبیات کتاب مقدس (Biblical Literature) در ۱۹۱۶ شد. او در جنکین‌تاون پنسیلوانیا به سال ۱۹۲۱ درگذشت.